# Джек-рассел-терьер
Джек-рассел-терьер (англ. Jack Russell Terrier) — порода охотничьих собак, выведенная в Великобритании для охоты на лисиц и получившая дальнейшее развитие в Австралии.

## История
Порода была выведена в Великобритании в XIX веке для помощи в охоте на лис. Лисья охота широко практиковалась в Англии начиная с XVI века. Поначалу она была занятием фермеров и имела сугубо прикладную функцию (защита мелкого скота и домашней птицы от расплодившихся в сельской местности лис), но постепенно превратилась в любимое развлечение сельской знати, занимавшейся ею верхом и с собаками. К началу XIX века сформировался традиционный состав охотничьей своры, включавший несколько разных пород собак, в том числе фоксхаундов, биглей и терьеров (реже встречались таксы или грейхаунды). Каждая порода выполняла свою функцию, и, в частности, терьеры использовались, когда затравленная лиса пряталась в норе. Терьер в этой ситуации должен был или выгнать зверя из норы, или самостоятельно задушить и вытащить наружу. Фокстерьеры (англ. Fox Terriers, буквально «лисьи терьеры») начала XIX века значительно отличались от современных пород с таким названием, полученных в ходе селекции: они были более высокими, изящными и длинноногими, а в их окрасе преобладали бурый и чёрный цвета, делавшие охотничью собаку внешне трудноотличимой от лисы. При этом существовали и другие породы терьеров, в том числе светлоокрашенный английский белый терьер — в большинстве случаев, как следовало из названия, полностью белая собака массой от 10 до 20 фунтов (4,5—9 кг), приземистая и мускулистая, однако считавшаяся декоративной и редко выполнявшая какую бы то ни было полезную работу.

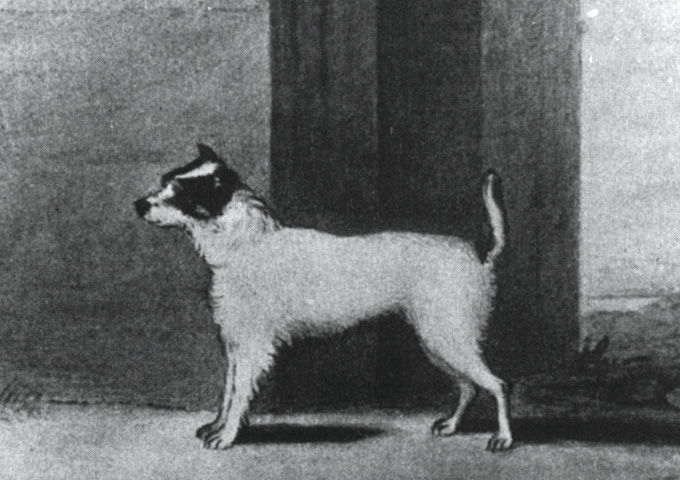
Первый терьер Джона Рассела

Формирование новых пород терьеров связано с деятельностью преподобного Джона (Джека) Рассела, известного любителя спортивной охоты, десятилетиями занимавшегося селекцией охотничьих собак. Согласно традиции, процесс выведения новых пород, одной из которых стал джек-рассел-терьер, начался с того, что будущий пастор Рассел во время учёбы в Оксфорде, около 1816 года, приобрёл у молочника из деревни Марстон суку по кличке Трамп. Согласно одним источникам, это была представительница породы фокстерьеров, по другим — английских белых терьеров. Это была кряжистая, но прямоногая собака размером с небольшую лисицу, ростом 12 дюймов (30 см), с короткой, очень густой и жёсткой шерстью в основном белого окраса, за исключением тёмных отметин на голове и маленького пятна такого же цвета у основания хвоста. Рассел посчитал этот окрас оптимальным и в дальнейших селекционных опытах постоянно стремился к его точному воспроизведению — исключение могли составлять только полностью белые особи; наличие участков другого цвета в окраске тела, по мнению священника, свидетельствовало о присутствии крови бигля.
Начав со скрещивания Трамп с кобелями современных ему тёмноокрашенных фокстерьеров, Рассел получил первые положительные результаты уже через 12 лет, а в общей сложности занимался селекцией терьеров 65 лет, под конец жизни окружив себя собаками окраса, известного как «классический» или «идеальный». Среди источников не существует согласия в отношении методов селекции: одни утверждают, что она велась исключительно среди прямых потомков Трамп, в то время как в других говорится, что Рассел продолжал покупать собак подходящего внешнего вида и включать их в процесс вязки, осуществляя так называемый ауткросс. Восстановлению деталей селекции мешает то обстоятельство, что в 1883 году, незадолго до смерти, преподобный Рассел развеял по ветру большую часть своего архива, которую не удалось восстановить. Светлоокрашенные фокстерьеры Рассела пришлись по душе аристократам и вытеснили более раннюю чёрно-бурую породу. В 1876 году пастор стал автором первого выставочного стандарта породы для новых фокстерьеров, остававшегося практически неизменным на протяжении следующих 130 лет. Сам священник-коллекционер, однако, не стремился участвовать в выставках со своими собаками, сравнивая различия между собственной линией и выставочной породой с различиями между полевыми и садовыми цветами. Его собственные собаки были, как правило, меньше выставочных и весили не более 15 фунтов (6,8 кг). На отбор собак, формирующих новые породы, влияло также современное Расселу представление о том, как должен вести себя терьер: охотничья собака не должна была убивать или калечить добычу. Вместо этого селекционер приучал своих терьеров, покусывая и дразня лису, выгонять её из норы. В конце жизни он подчёркивал, что его собаки «никогда не пробовали вкуса крови».

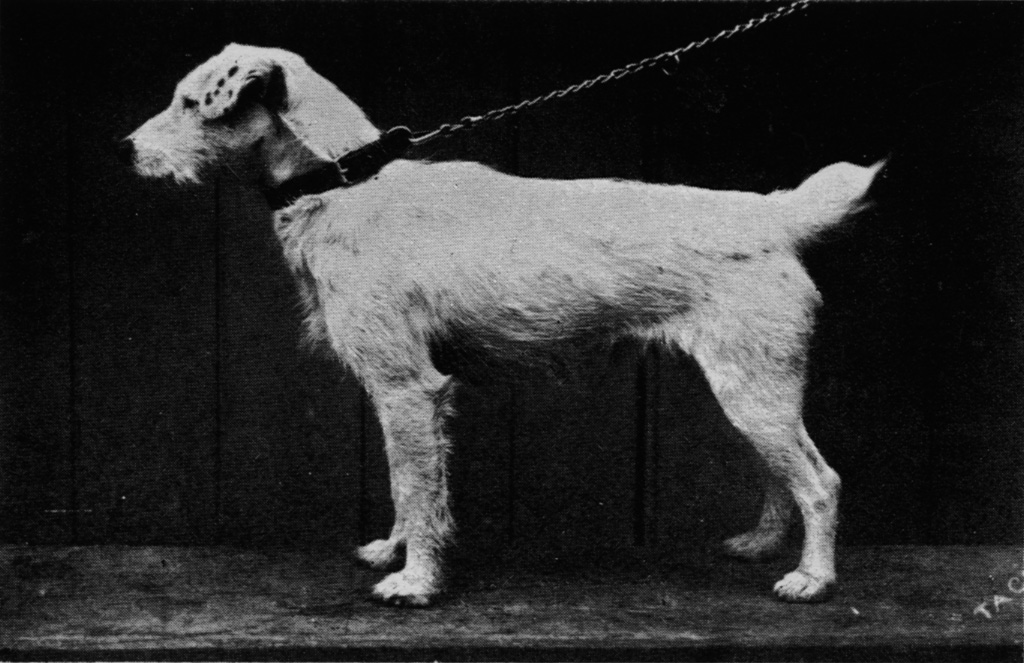
Джек-рассел 1884 года

Через несколько лет после смерти Джона Рассела на заседании Кеннел-клуба было объявлено, что порода, известная до этого как фокстерьер, официально переименовывается в джек-рассел-терьера. С середины 1890-х годов разведение породы было продолжено в Девонском и Сомерсетском барсучьем клубе (англ. Devon and Somerset Badger Club), впоследствии переименованном в Клуб терьеров пастора Джека Рассела (Parson Jack Russell Terrier Club). Как следует из названия, основателя клуба, Артура Блейка Хейнемана, интересовала охота уже не на лис, а на барсуков. Он приобрёл терьеров для этой цели у Николаса Сноу из Оура; предполагается, что эти собаки были потомками терьеров самого Рассела. Далее, однако, селекция пошла по новому пути в связи с отличавшимися интересами основателя клуба: он направил усилия на выведение собак более сильных и агрессивных, способных справиться один на один с барсуком, что, возможно, потребовало скрещивания с бультерьерами. Результатом стали более коротконогие терьеры, ещё сильнее отличавшиеся от выставочной породы.
В годы Второй мировой войны интерес к собаководству упал, сохранившись в основном лишь для пород, которые могли использоваться как служебные собаки. На охоту на лис у англичан также не оставалось времени, что привело к критической потере интереса к норным охотничьим собакам. Джек-расселов, однако, это коснулось меньше, поскольку к тому времени собаки этой породы стали популярны как домашние питомцы. По окончании войны возродилась популярность джек-расселов как охотничьих собак, продолжавшаяся до успехов зоозащитных движений, когда охота на лис была признана жестоким спортом и утратила статус массового досуга. В конце 1940-х и 1950-е годы велись работы по дальнейшему улучшению породы, что привело к очередному уменьшению габаритов и ещё более кряжистому телосложению. В эти и более поздние годы произошло возвращение породы в её новом облике на выставки собак, где джек-расселов обычно судят не по внешнему соответствию стандарту породы, а по демонстрируемым способностям.
Стандарт породы для джек-рассел-терьера, однако, существует и используется основными собаководческими клубами. Усиление разделения охотничьих и декоративных линий привело к тому, что из породы джек-рассел-терьер была выделена новая — парсон-рассел-терьер. Парсон-расселы, потомки выставочной линии, в целом несколько крупнее, спокойнее и послушнее джек-расселов. Новая порода была официально признана в Великобритании в 1990 и в Северной Америке в 2001 году. Среди самих джек-расселов начиная с 1950-х годов также выделяются отдельные вариации породы — жёсткошёрстные (длина шерсти до 10 см), гладкошёрстные, обладатели шерсти с надломом, длинноногие. Эти качества, однако, ещё не стали ключевыми для определения породы, и в одном помёте могут встречаться щенки со всеми этими характеристиками.

## Внешний вид

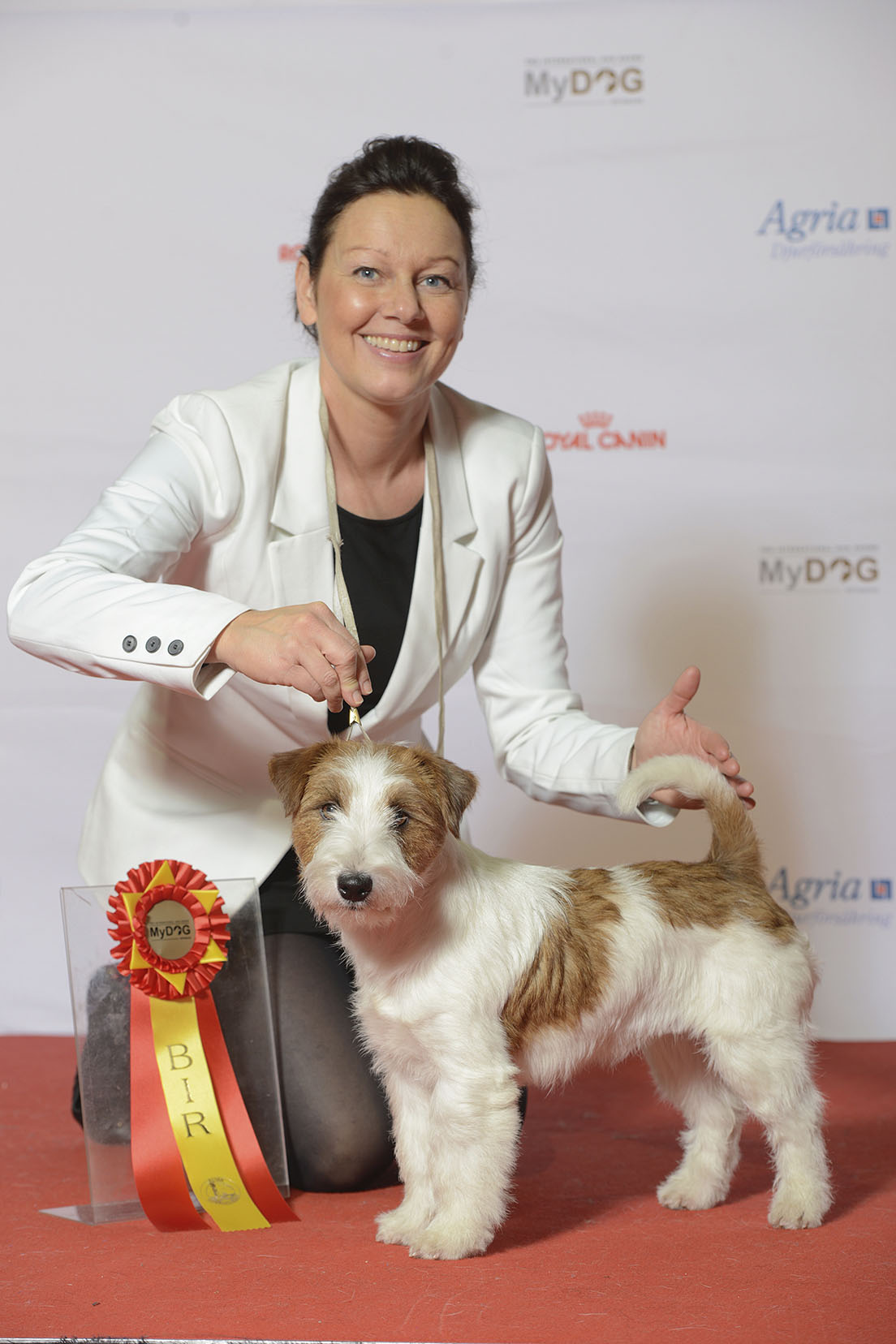
Джек-рассел-терьер жесткошёрстный

Джек-рассел-терьер — сильная и активная рабочая собака, порода отличается бесстрашием, живым характером и большой активностью. Рост в холке 25—30 см. Масса тела 5—6 кг, из расчёта 1 кг на 5 см роста.
Окрас преимущественно белый с пятнами чёрного (темно-коричневого), каштанового или рыжего цвета. Согласно стандарту породы, не менее 51 % поверхности тела должны быть белыми (без учёта нижней поверхности живота).
Шерсть стойкая к атмосферным воздействиям, может быть гладкой, густой с изломом (брокен) или более длинной и редкой жёсткой; лохматыми могут быть брови и борода.
Череп плоский и широкий, плавно сужается к глазам и постепенно переходит в широкую морду. Стоп хорошо выражен. Нос чёрный. Губы плотно прилегающие, чёрного цвета. Зубы очень сильные и мощные, прикус ножницеобразный. Глаза маленькие, миндалевидной формы, цвет глаз тёмный. Уши «кнопки» или висячие; стоячие и полустоячие уши считаются нежелательным отклонением от стандарта. Мускулатура щек хорошо развита.
Шея сильная и сухая, длина около ⅔ от длины спины. Спина прямая, расстояние от холки до начала хвоста немного больше, чем высота в холке. Грудь глубокая, не широкая, грудина расположена на половине расстояния между землёй и холкой. Ребра хорошо изогнуты от позвоночника. Передняя часть груди заметно выступает вперед.
Хвост в состоянии покоя опущен вниз, в движении поднят вертикально вверх. Может быть купирован.
Передние конечности прямые, хорошо поставлены под туловищем. Лопатки наклонены назад, не перегружены мускулатурой. Лапы округлые, некрупные, пальцы слегка согнутые, подушечки плотные.
Задние ноги сильные и мускулистые, сбалансированные с передними ногами. Скакательные суставы расположены низко, колени с хорошо выраженными углами. Плюсны при просмотре сзади параллельны. Лапы такие же как передние.
Движения собаки прямолинейные, свободные и пружинистые.

## Применение

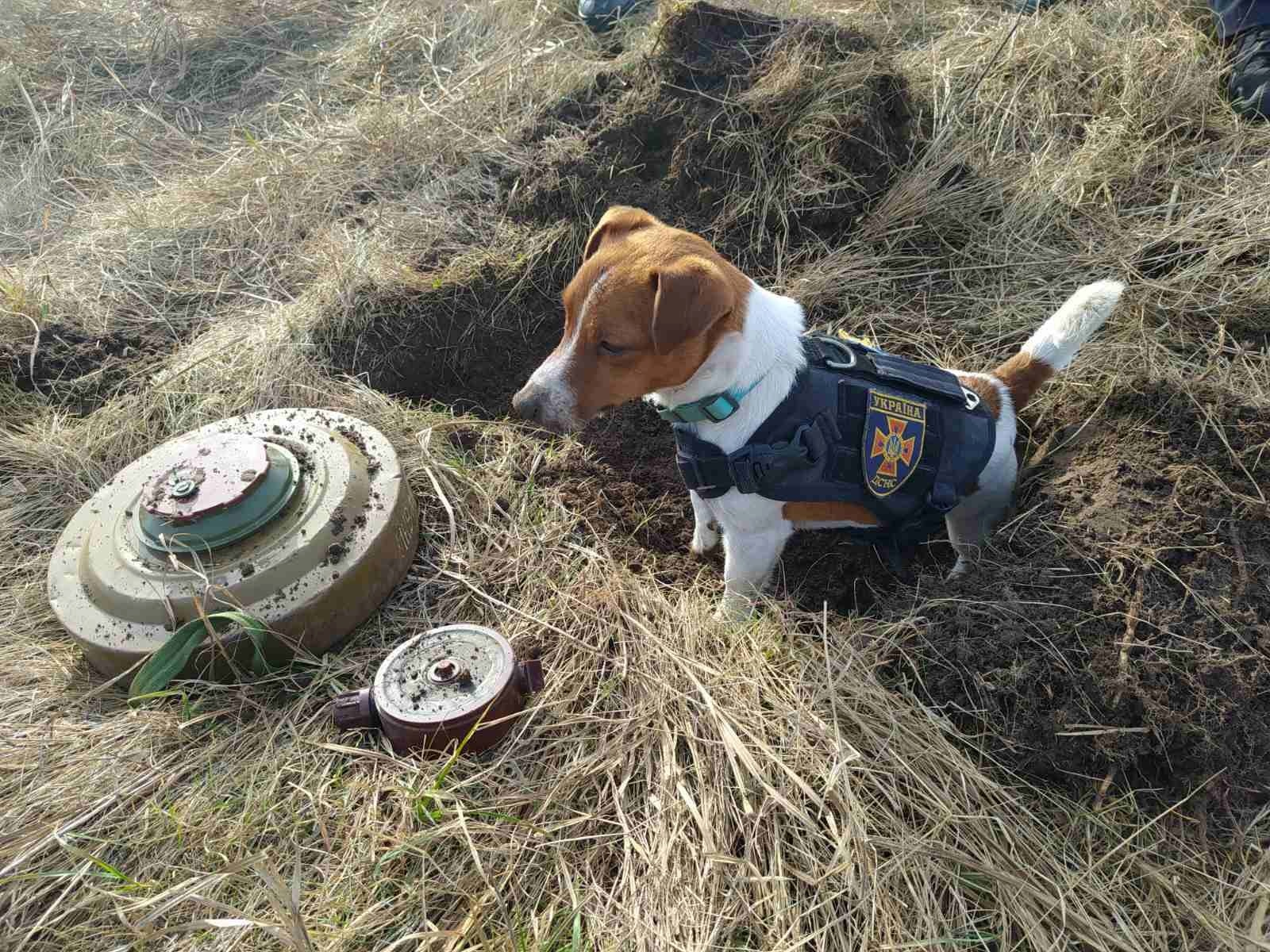
Украинский пёс Патрон породы джек-рассел-терьер, занимающийся разминированием во время вторжения России в Украину

В настоящее время джек-рассел-терьер широко распространен в Великобритании как охотничья, фермерская собака и компаньон. После второй мировой войны джек-рассел-терьер попал на континент. Особенно оценили породу верховые охотники.
Джек-рассел-терьер считается непревзойденным в охоте на барсука и лисицу (барсук в Англии сейчас находится под охраной, поэтому пойманного на охоте зверя не убивают, а освобождают). Терьер участвует в работе по следу вместе с гончими, затем ему достается самая сложная задача — выгнать лисицу из норы. Кроме того, с джек-рассел-терьером охотятся на зайцев, водяных крыс.
Во Франции с этими собаками успешно охотятся в зарослях кустарника и в лесу, они подают подстреленную пушную и пернатую дичь, в том числе и уток с воды, выслеживают кроликов и косуль, выполняя задачу гончих. Очень эффективны джек-рассел-терьеры при работе по следу оленя, которого они меньше беспокоят, чем крупные гончие, поэтому охотнику легче приблизиться к зверю. Они помогают также загонять кабанов. Конные охотники в Шампани, Арденнах и Пикардии всё чаще используют этих небольших собак для работы по кровяному следу. Джек-рассел-терьер — разносторонне одаренный охотник небольшого роста, смелый, выносливый и достаточно послушный.
В ЮАР джек-рассел-терьеры ценятся как сторожевые собаки, сразу поднимающие шум при вторжении чужаков.